# The Legend of Zelda: Twilight Princess
The Legend of Zelda: Twilight Princess (ゼルダの伝説 トワイライトプリンセス Zeruda no Densetsu Towairaito Purinsesu) er et konsolspil i The Legend of Zelda-serien. Spillet blev oprindeligt udviklet til GameCuben, men efter mange rygter afslørede Nintendo til E3 maj 2006, at spillet var blevet rykket til Wii. Dermed bruges Wii's specielle controller til blandt andet at kontrollere sværd, bue mm. Spillet er udgivet både på GameCube og Wii; dog er den eneste reelle forskel styringen ved hjælp af Wii-remoten, der skal bevæges for at slå med sværd, skyde med bue, kaste med fiskestang og lignende.
Spillet blev lanceret sammen med Wii i alle regioner: USA 19. november 2006, Japan 2. december 2006 og Europa 8. december 2006. Spillet udkom den 15. december 2006 til GameCube i Europa. En forbedret udgave af spillet, The Legend of Zelda: Twilight Princess HD, blev udgivet til Wii U i 2016.
Spillet handler, som i alle andre spil i serien, om en grøntklædt helt ved navn Link, der skal redde verdenen fra noget ondt og ukendt. Han skal også redde prinsessen, ved navn Zelda. I spillet bliver Link visse steder transformeret om til en ulv og kommer ind i en mørk verden, Twilight Realm, hvor han får hjælp af en figur, der hedder Midna.
Nintendo har valgt at spejlvende hele spillet, før det udkom til Wii, så Gamecube-versionen og Wii-versionen er komplet modsatte versioner af hinanden. Den officielle grund lyder på, at man som spiller har lettere ved at leve sig selv ind i universet, hvis Link er højrehåndet, som de fleste mennesker er. I alle tidligere Zelda-spil har Link været venstrehåndet.

## Musik og lyd
Spillets musik er komponeret af Toru Minegishi og Asuka Ohta, i samarbejde med Koji Kondo som sound supervisor. Minegishi tog ansvar for kompositionen og lyddesignet i Twilight Princess, og leverede field og dungeon musik. Til spillets trailere blev tre  stykker musik skrevet af forskellige komponister. To af dem blev skrevet af Mahito Yokota og Koji Kondo. Michiru Ōshima skrev orkestrale arrangementer for de tre kompositioner, der senere blev udført af et ensemble dirigeret af Taizo Takemoto. Kondo's stykke blev valgt til traileren til E3 2005 og til demo filmen efter titelskærmen.
Midna er den mest stemmelagte karakter i spillet – hendes dialog er oftest psuedo-snak som blev produceret ved at scramble engelske ord indspillet af den japanske skuespillerinde Akiko Kōmoto.
Både seks- og syv-track versioner af spillets soundtrack blev udgivet den 19 november 2006, som del af en Nintendo Power promovering, og blev solgt sammen med replikaer af spillets Master Sword og Hylian Shield.